# Grande Galerie du Louvre
Cet article concerne le Palais du Louvre. Pour le Louvre-Lens, voir Grande galerie (Louvre-Lens).
La Grande Galerie du Louvre, anciennement Galerie du bord de l'eau, est un édifice du palais du Louvre à Paris. Construite sous Henri IV entre 1595 et 1610, cette galerie de 460 mètres de longueur permettait à l'origine de relier le Louvre au palais des Tuileries. Le bâtiment accueille la plus vaste salle du musée du Louvre, dans laquelle se trouve une grande partie de sa collection de peintures italiennes de la Renaissance.

## Histoire

### Construction sous Henri IV

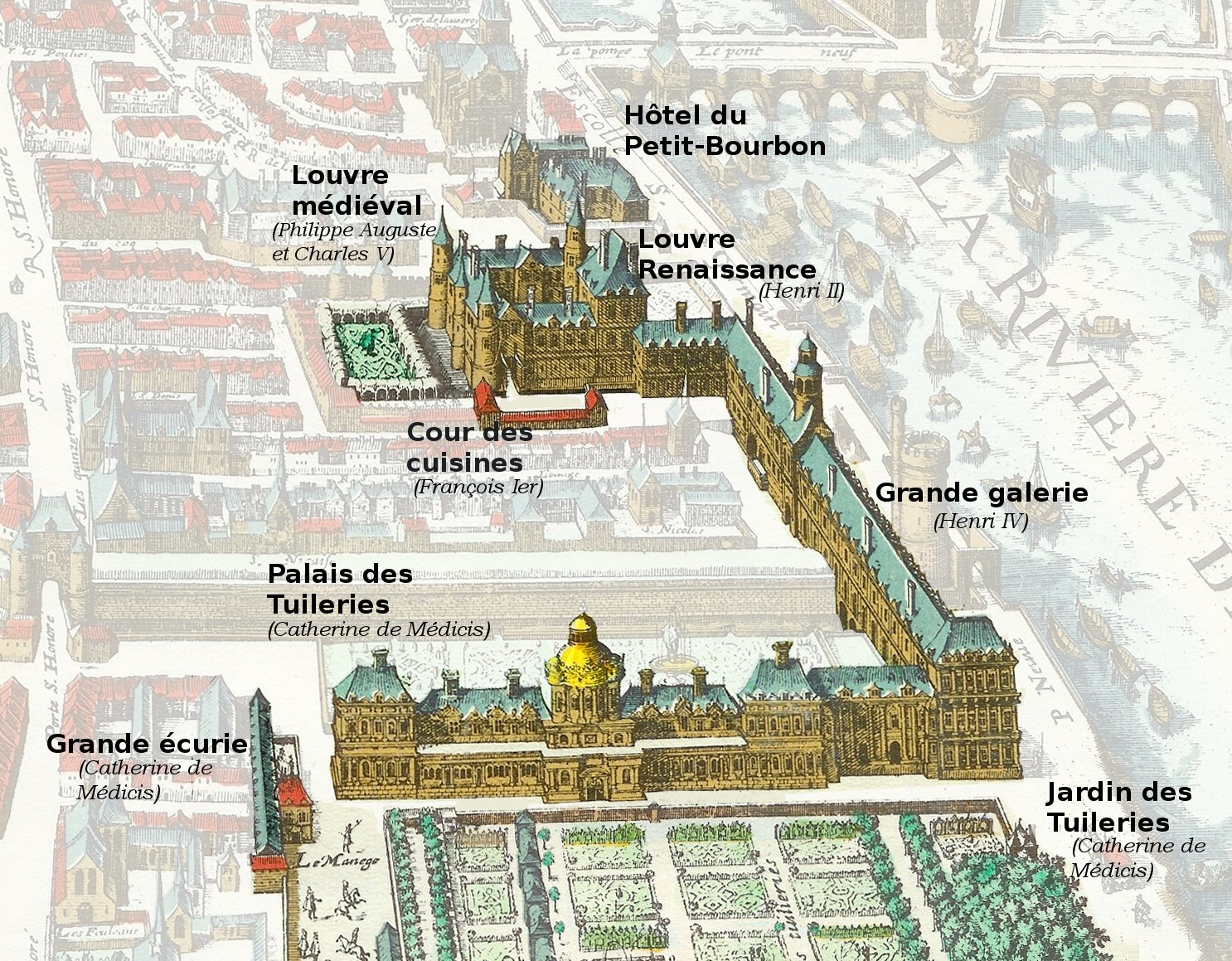
Les palais du Louvre et des Tuileries sur le plan de Mérian (1615).

Henri IV, en arrivant au pouvoir, donne un nouvel élan au chantier du Louvre, dans sa volonté de relance économique par de grands travaux édilitaires. Cette volonté d'agrandir le Palais du Louvre et de le relier aux Palais des Tuileries prend le nom de Grand Dessein. Un ambitieux chantier se met alors en place entre 1594 et 1610 : la Galerie du bord de l'eau ou Grande Galerie, qui réalise la jonction entre Louvre et Tuileries.

Longue de 450 mètres et large de 13, cette réalisation s'élève sur deux niveaux, et est l'œuvre de deux architectes : Louis Métezeau pour la partie comprise entre la Petite galerie et l'enceinte de Charles V, Jacques II Androuet du Cerceau pour la suite, de 1607 à 1610, jusqu'au palais des Tuileries. Si le gros œuvre est achevé dès 1600, ce n'est pas le cas du décor, interrompu à la mort d'Henri IV. La galerie reste nue de tout ornement jusqu'au règne personnel de Louis XIII. 

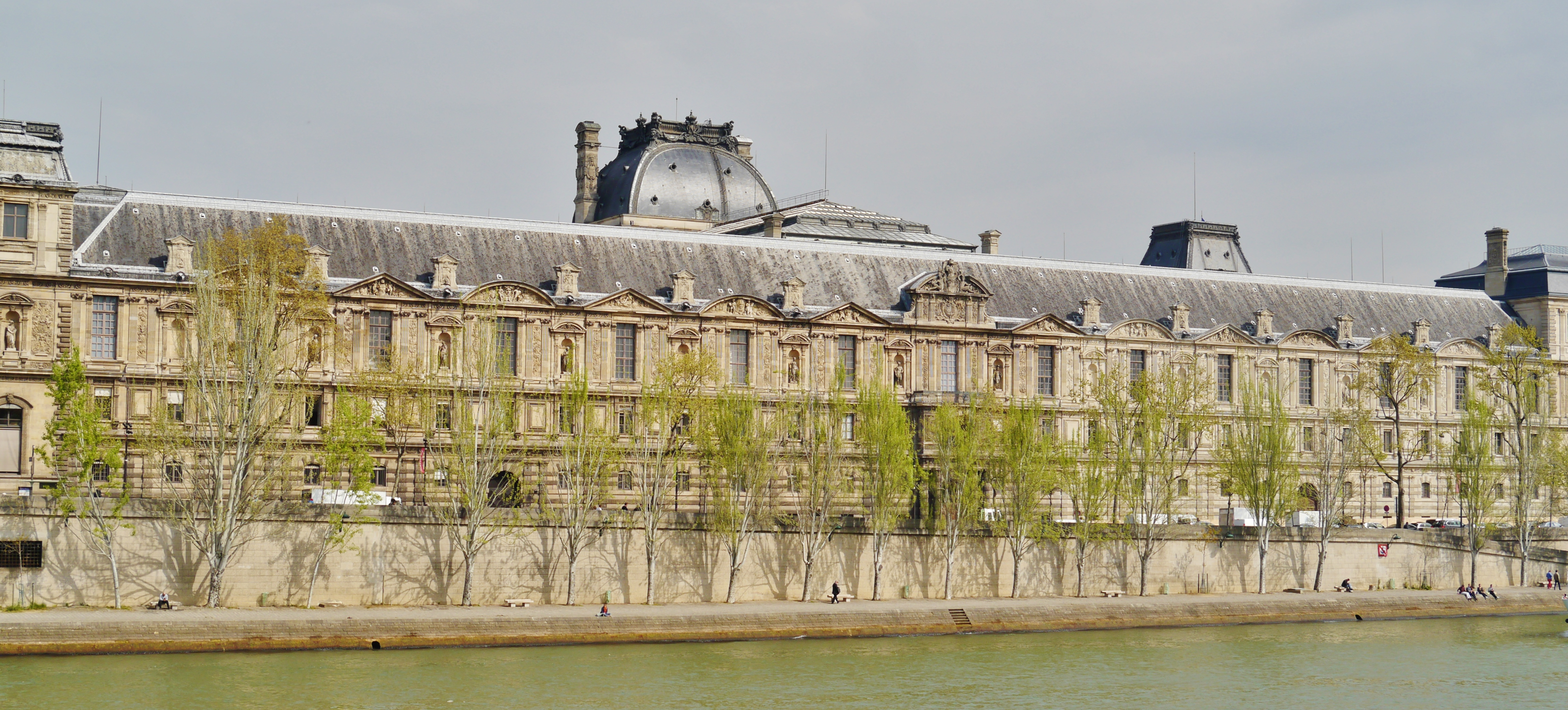
Partie Est de la Galerie du bord de l'eau, par Louis Métezeau.
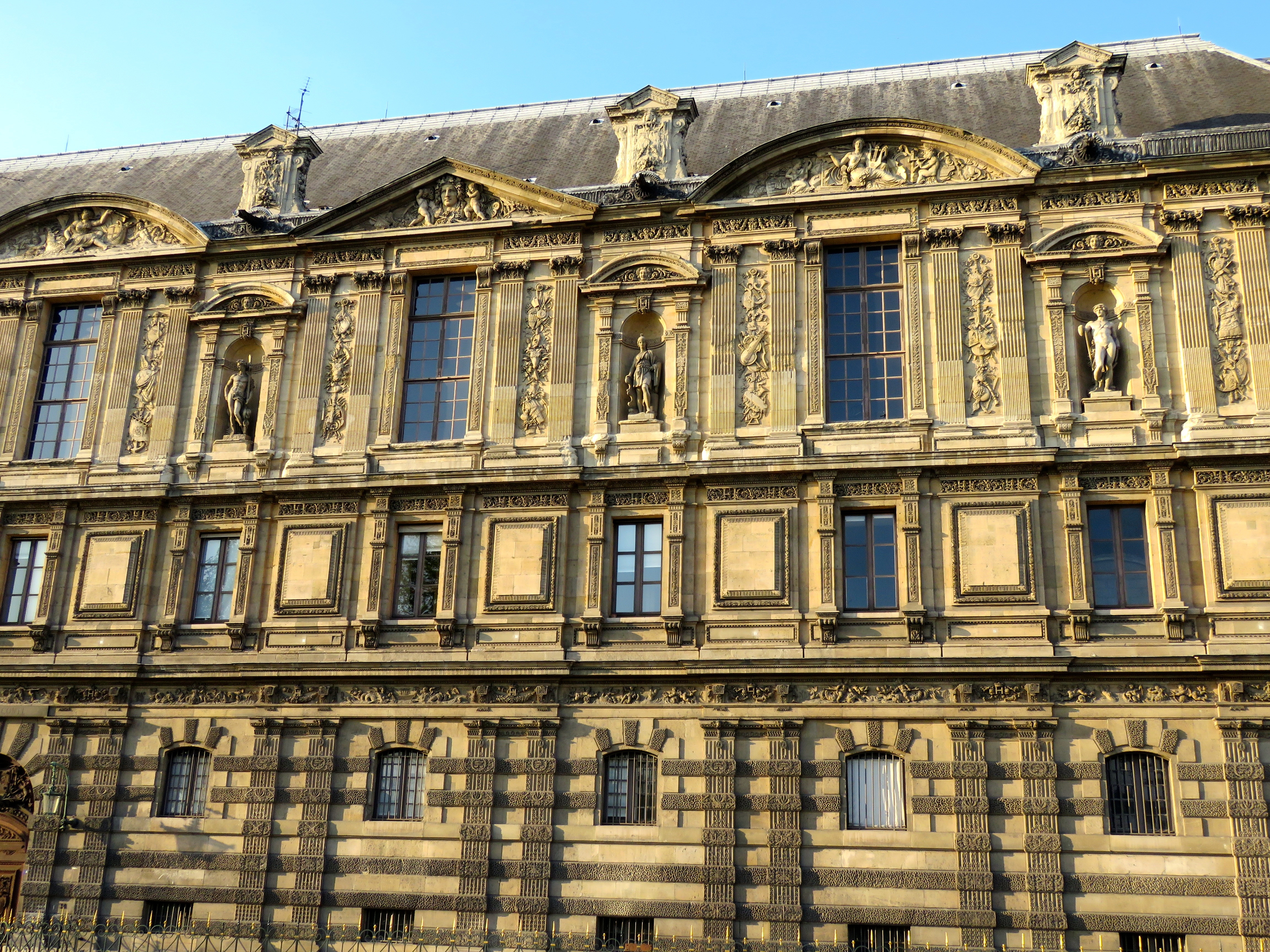
Détail de la Galerie du bord de l'eau construite par Louis Métezeau.
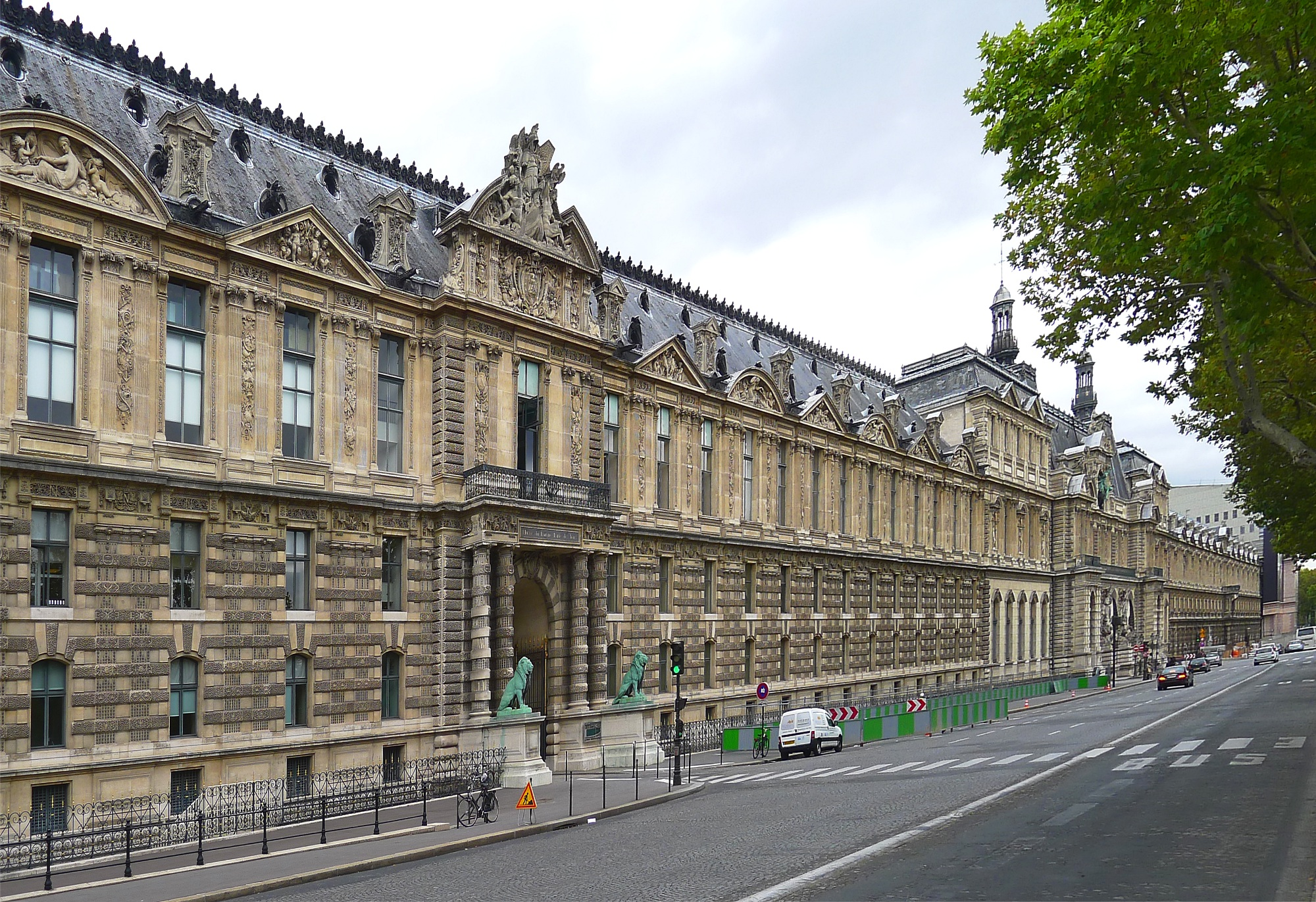
Partie ouest de la Galerie du bord de l'eau avec la Porte aux lions, œuvre de Androuet du Cerceau, reconstruite par Hector Lefuel.

### Aménagements intérieurs
Le rez-de-chaussée héberge des écuries pour loger les très nombreux chevaux nécessaires au service du palais. Des boutiques ouvrent aussi au nord, tandis que des logements pour les artistes sont situés à l'entresol, sous le passage du premier étage. Par la volonté du roi, les galeries du Louvre se transforment en véritable cité d'artistes.   
Les premières années, la galerie haute sert de lieu de promenade et de discussions. Le futur roi Louis XIII s'y promène à pied ou dans un petit carrosse tiré par des dogues. On y lâche des renards pour que le futur roi puisse s'exercer à la chasse. On lui présente aussi un dromadaire offert par un ambassadeur oriental. La grande galerie est aussi le lieu de la cérémonie des écrouelles.

#### Le projet d'aménagement parNicolas Poussin

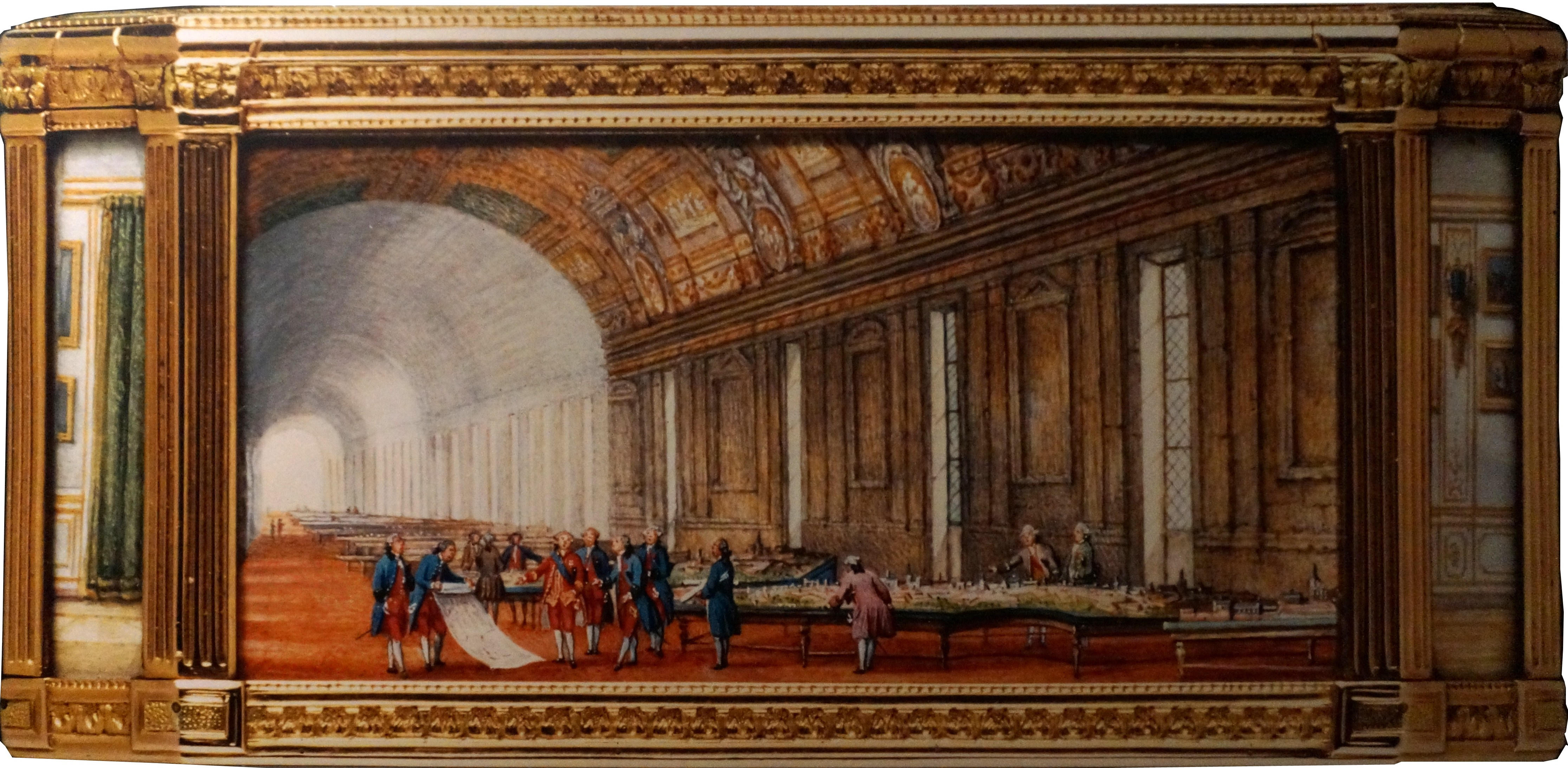
Le projet d'aménagement par Nicolas Poussin sur la tabatière Choiseul.

Nicolas Poussin s'était exilé à Rome pendant l'hiver 1623-1624. Il y développait son art avec beaucoup de satisfaction. Il s'y était même marié en 1630 et connaissait un grand succès. Mais le roi Louis XIII lui demande de rentrer à Paris pour concevoir les décorations, murs et plafonds de la Grande Galerie. Nicolas Poussin résiste car il préfère réaliser des œuvres de taille plus modeste. Mais en raison de l'insistance du roi, il arrive à Paris sans son épouse en décembre 1640. Il est accueilli avec faste, logé dans une grande maison du jardin des Tuileries, richement appointé. Il est nommé Premier Peintre du roi, surintendant des Beaux-Arts. Il croule sous les commandes, mais en général des œuvres de grandes dimensions alors qu'il se définit comme peintre de chevalet.
Il commence à travailler à l'aménagement de la Grande Galerie qui doit s'architecturer autour de l'histoire d'Hercule dont les Bourbons depuis Henri IV se disent descendre. Il a du mal à trouver des collaborateurs et des artisans pour le seconder, beaucoup étant mobilisés par d'autres travaux du Louvre. En 1642, il n'a réalisé qu'une des dix travées de la Grande Galerie, mais les cartons des neuf autres sont achevés. Mais des critiques s'élèvent, le travail étant jugé trop modeste et pas à la hauteur du roi. Poussin répond que des peintures plus luxueuses demanderaient plus de fonds, plus de temps et plus d'artistes.
Poussin reçoit l'autorisation de retourner à Rome chercher son épouse et repart en septembre 1642. Mais le cardinal de Richelieu, soutien de Poussin meurt le 4 décembre 1642. Le 10 avril 1643 le cardinal Mazarin licencie Poussin. Et le 16 mai 1643, le roi commanditaire du projet décède à son tour.
Les décors restent inachevés et se dégradent pendant un siècle. À l'ouverture du musée, ils sont détruits et remplacés par des verrières pour assurer un éclairage zénithal.

#### Ultérieurement
Espace de réception, la galerie haute a abrité, tout au long du XVIIIe siècle, la collection royale de plans-reliefs des villes fortifiées. L’idée d’installer les collections royales dans la Grande Galerie du Louvre, siège de l’Académie royale de peinture et de sculpture, prit corps dans la seconde moitié du XVIIIe siècle. L’action du directeur général des Bâtiments du Roi, le comte d’Angiviller, et la création en 1784 d’un comité chargé d’organiser les collections permirent de faire avancer le projet. Les premiers tableaux y sont déposés depuis Versailles en 1785. Mis en sommeil pendant la tourmente révolutionnaire, la confusion des biens de la Couronne avec ceux de la nation et la nécessité d’instruire le peuple rendirent cependant urgente sa création, qui eut lieu en pleine Révolution, la Grande Galerie ouvrant au public le 10 août 1793. 
Pour son mariage avec Marie-Louise d'Autriche, Napoléon Ier ne pouvait pas envisager la cathédrale Notre-Dame vu qu'il était divorcé. Il décida d'aménager une chapelle dans le Salon Carré. Et le cortège nuptial défila du palais des Tuileries au salon carré en admirant au passage toutes les toiles saisies en Italie et exposées sur les murs.
Sous l'Empire, Percier et Fontaine rythment la galerie par des groupes de colonnes. Réduite du tiers de sa longueur lors des réaménagements effectués sous le Second Empire, elle est alors pourvue de d'un toit en verrière et de deux rotondes décorées de stucs par Albert-Ernest Carrier-Belleuse.

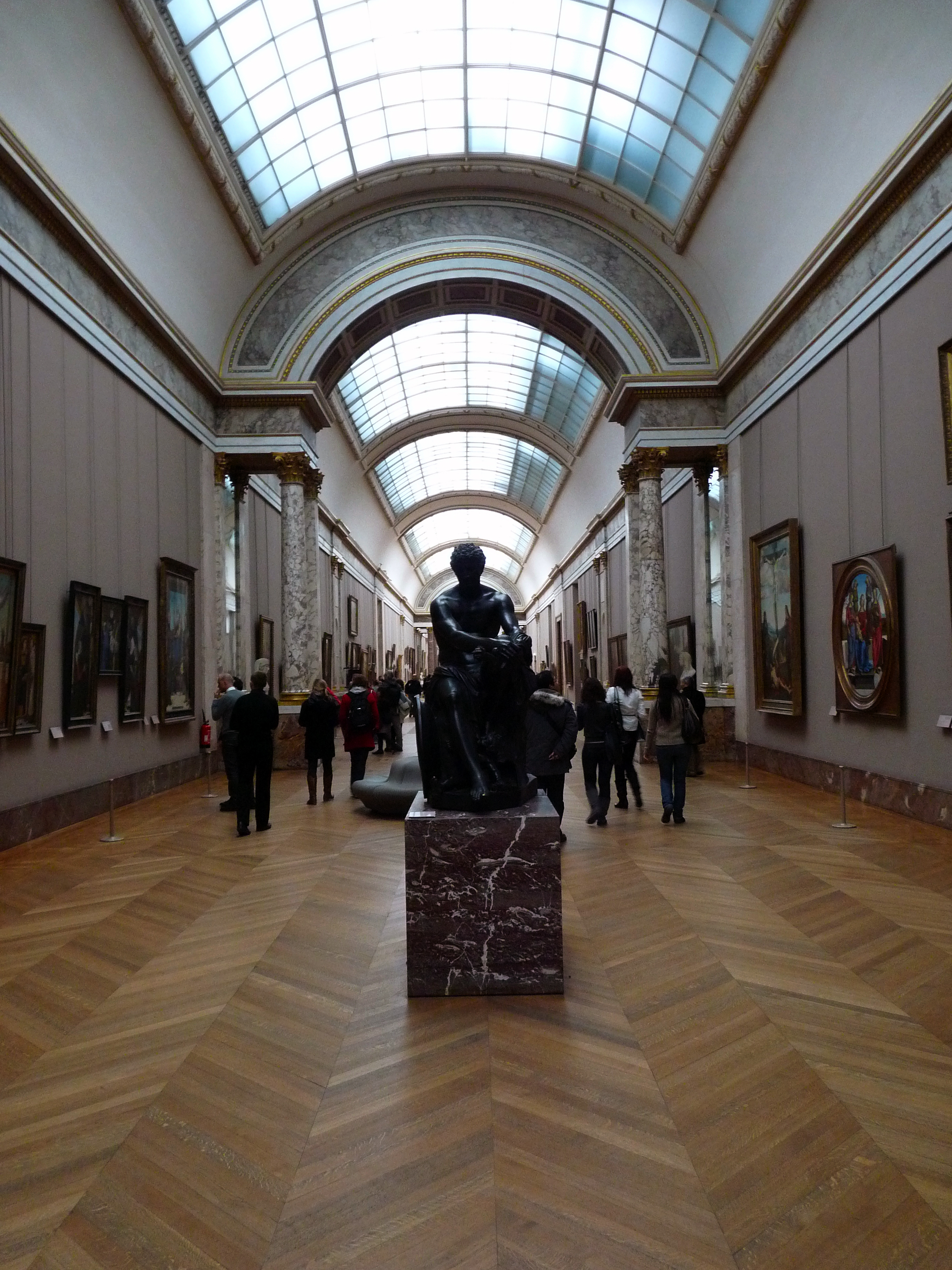
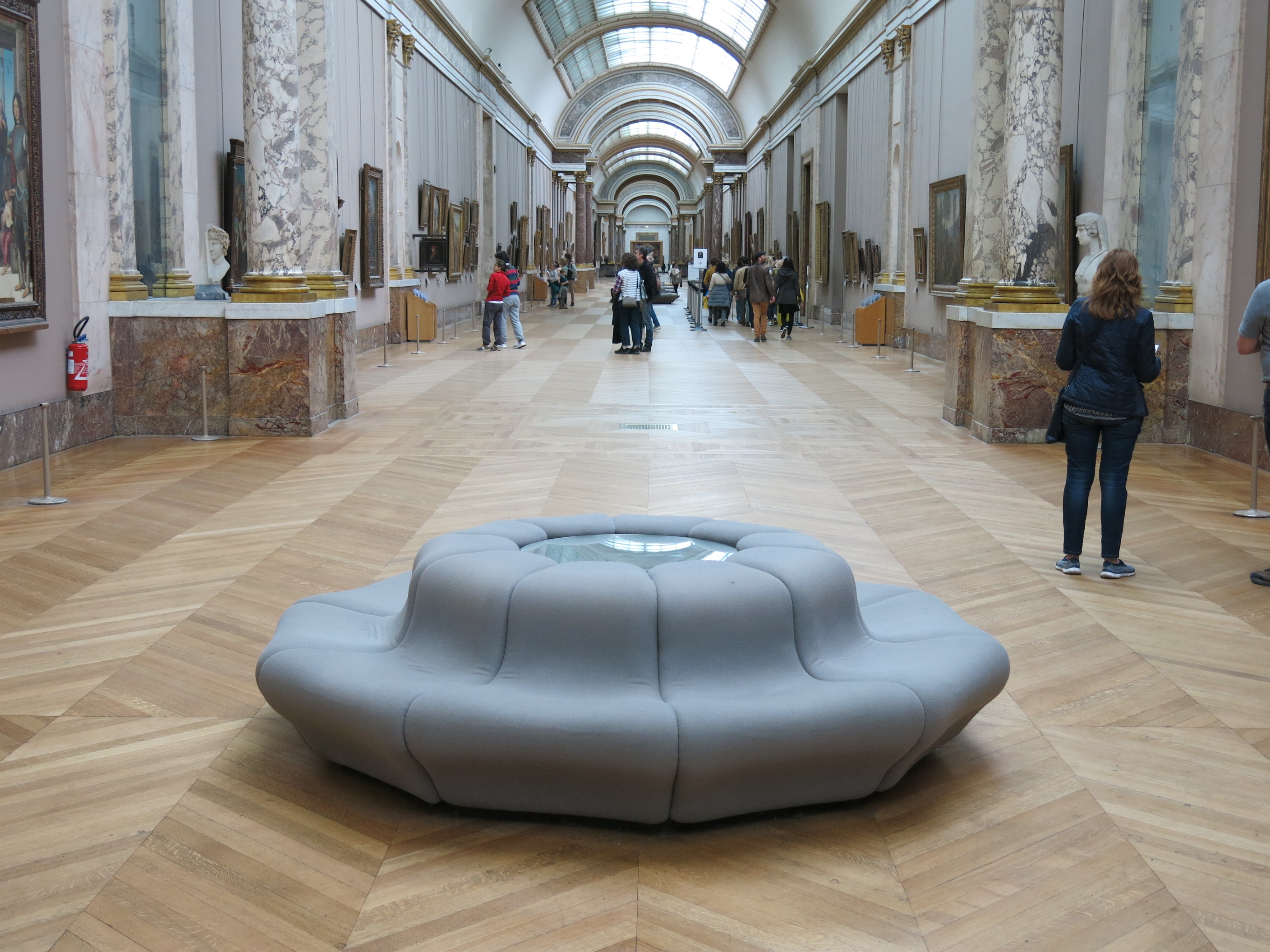
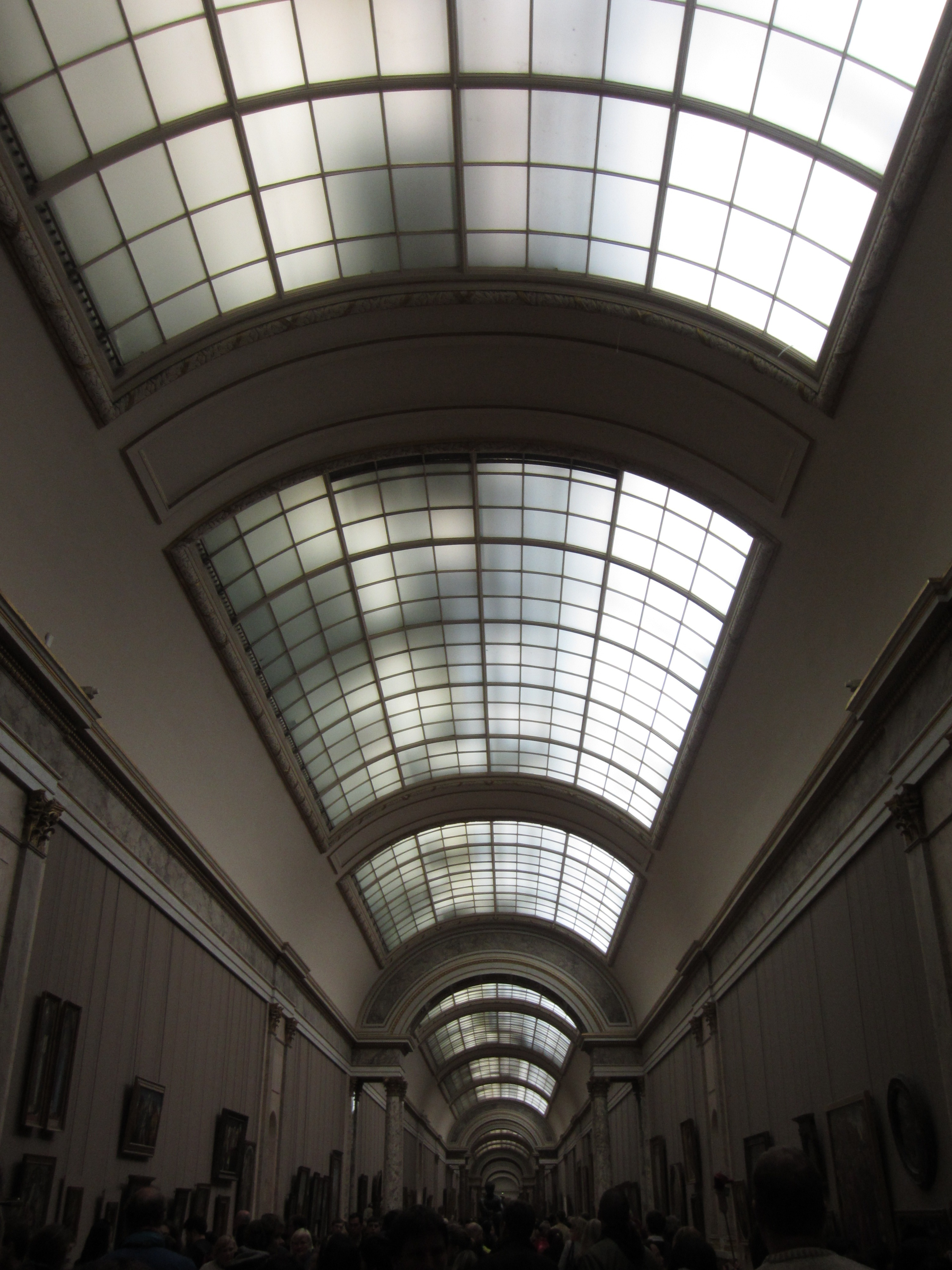
Verrière de la Grande Galerie

## Arts
Le peintre Hubert Robert, nommé garde des tableaux du roi en 1784, est chargé d'étudier l'aménagement de la future Grande Galerie entre 1784 et 1792, puis entre 1795 et 1802. Pour le Salon de 1796, il imagine une vue de la Galerie présentant les aménagements qu'il estime nécessaire, en particulier le percement de verrières permettant un éclairage zénithal des œuvres : à cette fin il crée son tableau Projet d'aménagement de la Grande Galerie du Louvre. Hubert Robert réalise plusieurs autres tableaux prenant la Grande Galerie comme sujet : projets d'aménagement, tableaux descriptifs et même une vue imaginaire où il imagine la salle en ruines.

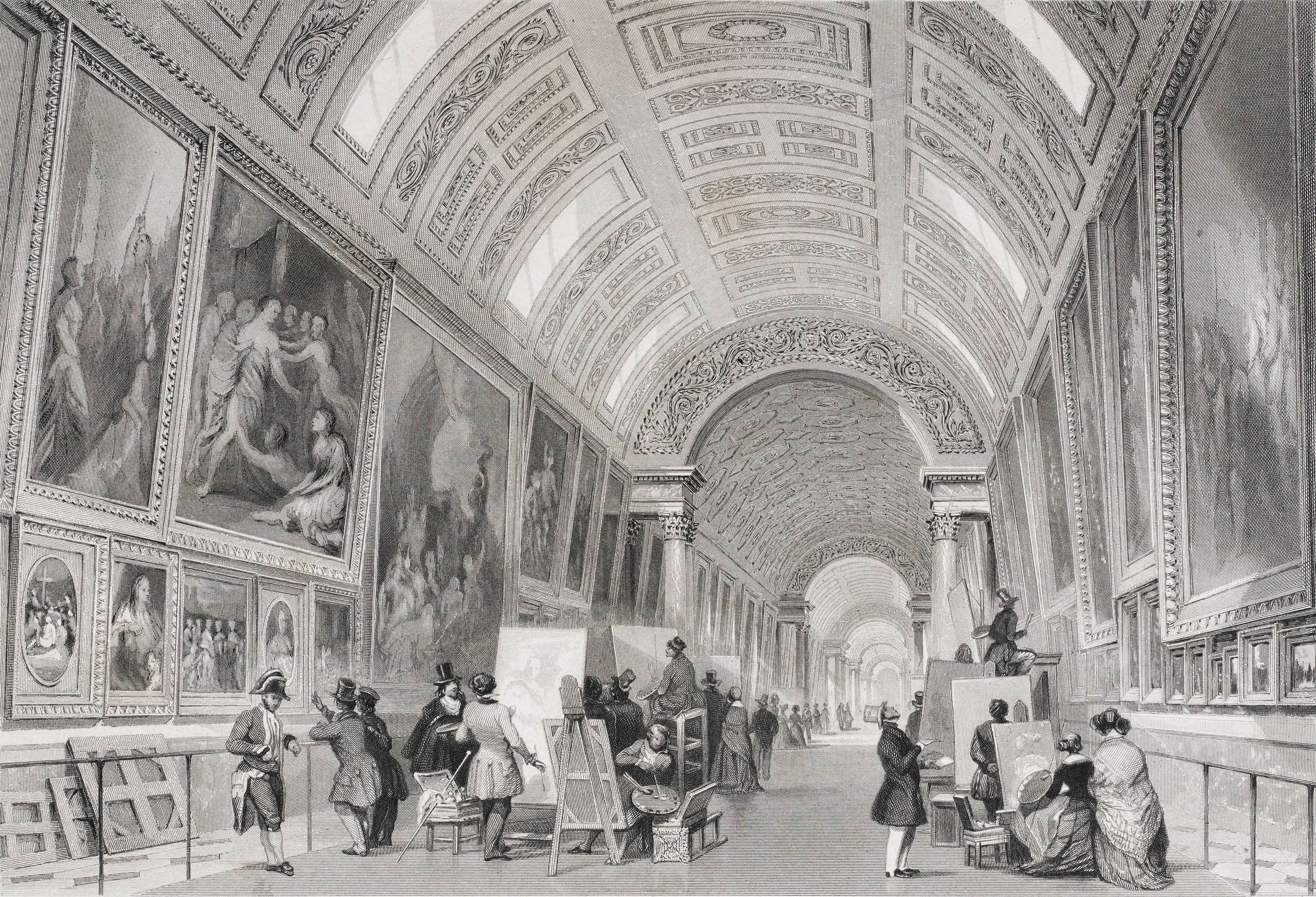
Intérieur de la grande galerie du Louvre fréquentée par des touristes et des peintres. Gravure de Thomas Allom, 1844.
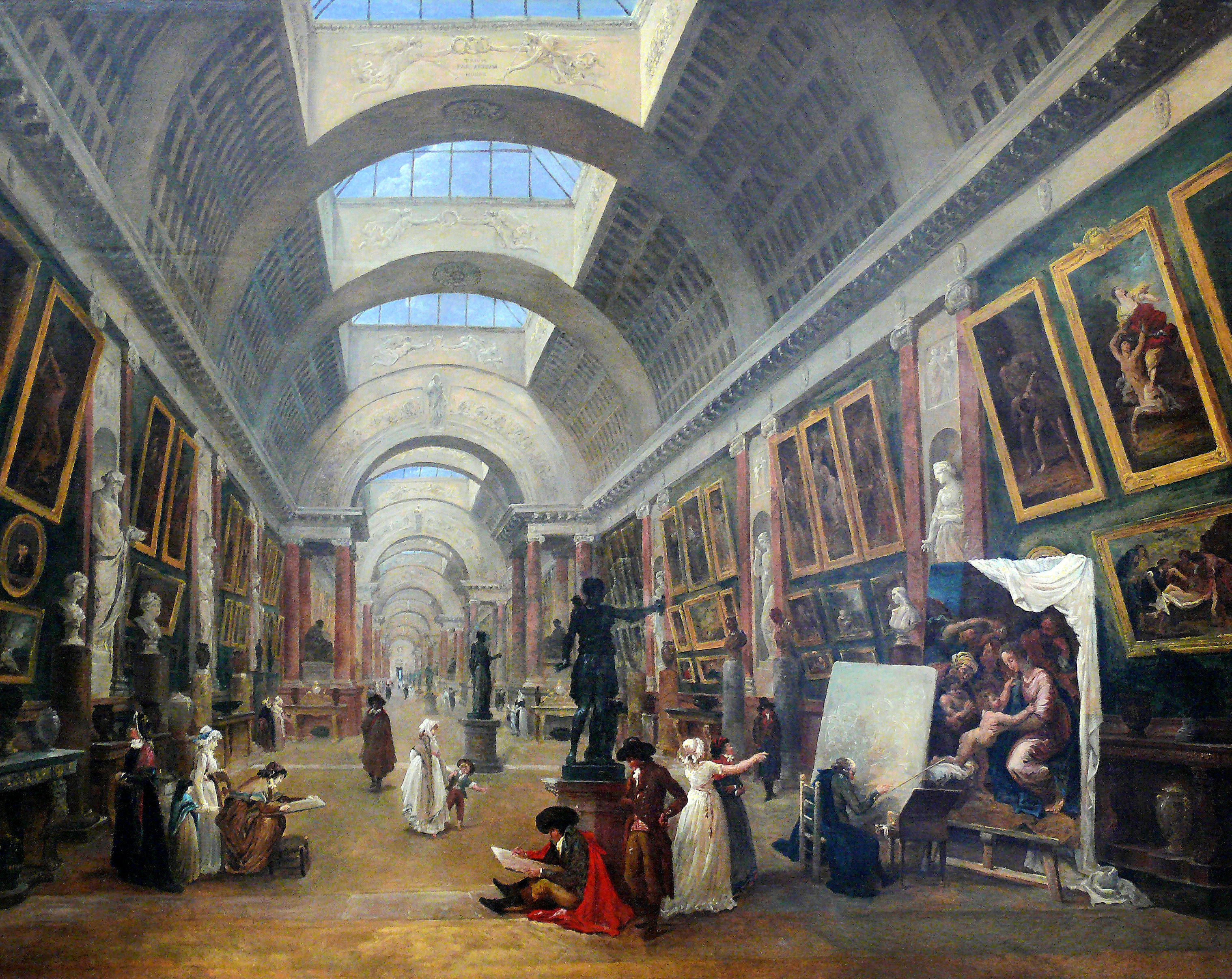
La Grande Galerie, par Hubert Robert
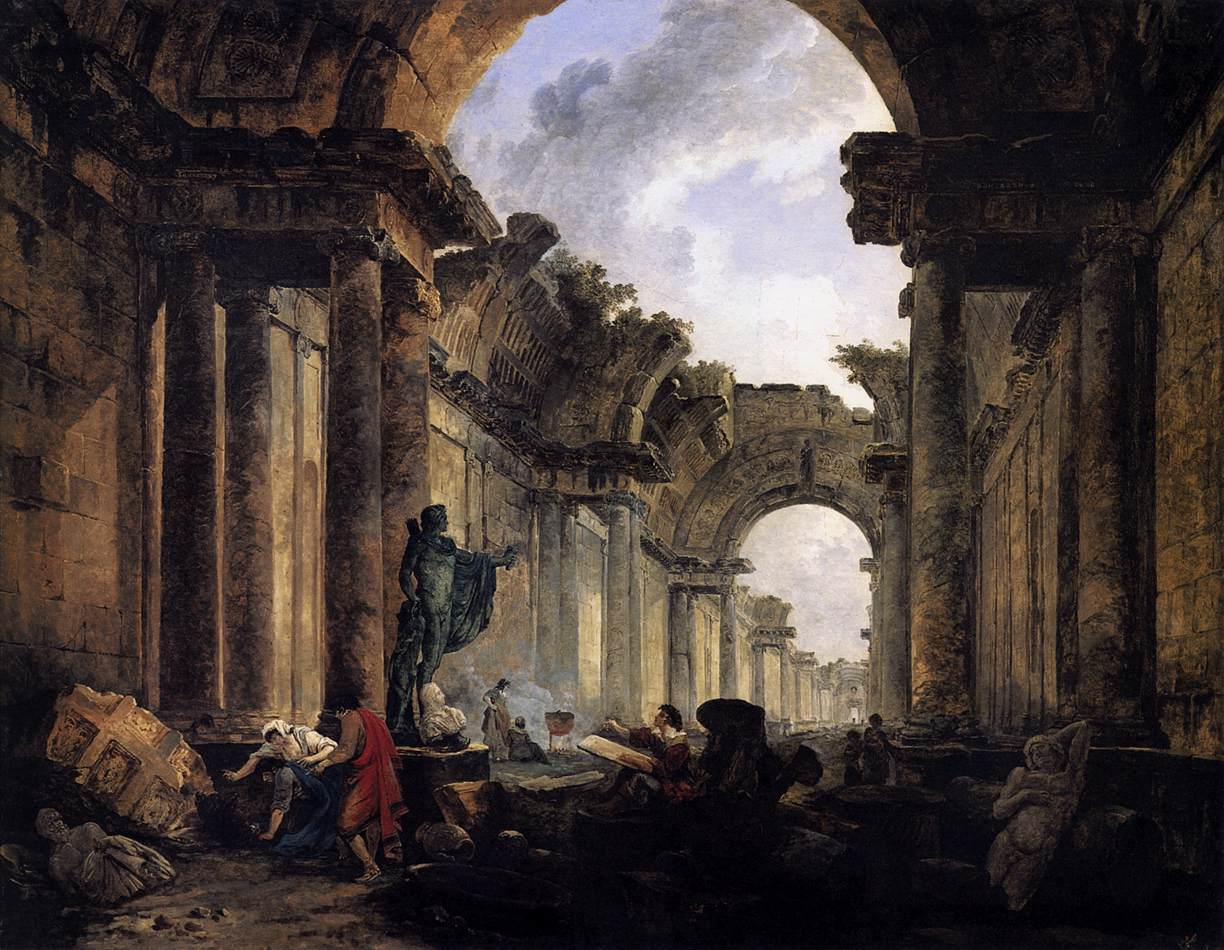
La Grande Galerie en ruine, par Hubert Robert

## Autres
- Le journal trimestriel d'informations publié par le Louvre a pour titre Grande Galerie.
- Dans une scène du film Bande à part de Jean-Luc Godard, les acteurs font la course dans les salles du musée du Louvre et notamment la Grande Galerie sous le prétexte de battre le record de vitesse de visite du Louvre en 9 min 43 s par un Américain, Jimmy Johnson. Ils slaloment parmi les malheureux gardiens qui essayent mais en vain de les arrêter[7].